# Milakovići, Pljevlja
Milakovići este un sat din comuna Pljevlja, Muntenegru. Conform datelor de la recensământul din 2003, localitatea are 33 de locuitori (la recensământul din 1991 erau 57 de locuitori).

## Demografie
În satul Milakovići locuiesc 31 de persoane adulte, iar vârsta medie a populației este de 53,7 de ani (51,0 la bărbați și 57,9 la femei). În localitate sunt 12 gospodării, iar numărul mediu de membri în gospodărie este de 2,75.
Populația localității este foarte eterogenă.
|  |

| Demografie | Demografie | Demografie |
| An         | Locuitori  | Locuitori  |
| ---------- | ---------- | ---------- |
|            |            |            |
|            |            |            |
|            |            |            |
|            |            |            |
| 1948       | 170        |            |
| 1953       | 139        |            |
| 1961       | 149        |            |
| 1971       | 97         |            |
| 1981       | 78         |            |
| 1991       | 57         | 57         |
| 2003       | 33         | 33         |

| \| Componența etnică conform recensământului din 2003[2] \| Componența etnică conform recensământului din 2003[2] \| Componența etnică conform recensământului din 2003[2] \| Componența etnică conform recensământului din 2003[2] \| Componența etnică conform recensământului din 2003[2] \| \| ----------------------------------------------------- \| ----------------------------------------------------- \| ----------------------------------------------------- \| ----------------------------------------------------- \| ----------------------------------------------------- \| \| \| \| \| \| \| \| Sârbi \| Sârbi \| \| 19 \| 57,57% \| \| Muntenegreni \| Muntenegreni \| \| 14 \| 42,42% \| \| necunoscută \| necunoscută \| \| 0 \| 0% \| |              |  |    |        |
| Componența etnică conform recensământului din 2003 |              |  |    |        |
| |              |  |    |        |
| Sârbi | Sârbi        |  | 19 | 57,57% |
| Muntenegreni | Muntenegreni |  | 14 | 42,42% |
| necunoscută | necunoscută  |  | 0  | 0%     |